# Dongxiang
Els dongxiang (xinès simplificat: 东乡族; xinès tradicional: 东乡族; pinyin: dongxiang zú) són reconeguts oficialment pel poble mongol i una de les 56 minories oficialment reconegudes pel govern de la República Popular de la Xina. La majoria dels dongxiang viuen a la prefectura autònoma de Linxia Hui i les zones circumdants de la província de Gansu al nord-oest de la Xina, la meitat d'aquests al comtat autònom de Dongxiang, que forma part de Linxia. Segons el cens de 2010, la seva població és de 621.500, tot i que la investigació ha trobat que el nombre està inflat perquè els hui es van identificar com a dongxiang per al cens, per tal de beneficiar-se de les polítiques de minories.

## Llengua
Els dongxiang tenen el seu propi idioma, pertanyent al grup de les llengües mongòliques de la família de les llengües altaiques. L'idioma té trets diferents que s'assemblen al mongol arcaic i té molts préstecs estrangers manllevats de l'àrab, el xinès, el persa i algunes llengües turqueses. Els Dongxiang també tenen una rica tradició de literatura oral i utilitzen l'alfabet àrab.
Com a resultat del canvi lingüístic, unes 20.000 persones de diversos pobles del comtat de Dongxiang del nord-est parlen ara l'anomenada "llengua tangwang": una versió criollitzada del xinès mandarí amb una forta influència Dongxiang, en particular en la seva gramàtica.

## Història
Durant el segle XIII la Xina va estar dominada per les tropes mongols. L'exèrcit de Genghis Khan es va establir al país i es va relacionar amb els habitants xinesos. Fruit d'aquestes relacions, a poc a poc, es va anar desenvolupant un nou grup ètnic que va rebre el nom de dongxiang per la localització geogràfica en la qual estava situat. Durant anys, molts estudiosos xinesos van suposar que els dongxiang eren descendents de les tropes mongols enviades a la zona de Hezhou per Genghis Khan (1162-1227 dC). Una altra possibilitat és que poguessin ser una barreja de molts pobles, inclosos grups mongols, han i tibetans. Encara una altra teoria afirma que l'origen del Dongxiang es troba al segle XIII quan els soldats mongols estaven estacionats per guarnir la regió de Linxia i Gansu occidental durant les conquestes mongols del nord de la Xina. Els estudis genètics han demostrat que la majoria dels dongxiang comparteixen una pertinença genètica molt similar amb altres poblacions de l'Àsia oriental, revelant una composició genètica comuna. Els dongxiang també van mostrar una homogeneïtat genètica significativa amb els han, la qual cosa admet una difusió cultural senzilla per a l'origen dels dongxiang a la Xina.

## Cultura
La cuina comuna dongxiang inclou l'ús d'un puré de patates que s'utilitza per a fideus, aperitius, begudes alcohòliques i molt més.
El vestit tradicional dongxiang per a home inclou bates amb botons i una cintura ampla. Aquestes cintures de vegades s'utilitzen per penjar-hi ganivets, ampolles de tabac o bosses petites. Una armilla sobre una camisa blanca, uns pantalons i una gorra com a barretina conformen la resta del vestit tradicional. La roba de temporada com els abrics de pell d'ovella també es fa servir durant l'hivern. Les dones dongxiang porten vestits brodats que inclouen samarretes i pantalons de màniga ampla. Les dones grans porten mocadors i les més joves acostumen a portar gorres de cotó amb decoració brillant i vels de seda. En ocasions especials, les dones porten sabates brodades amb un taló mitjà.

## Religió
Els dongxiang són musulmans. Abans de la revolució, existien gairebé 600 mesquites, cosa que significava una per a cada 30 llars. Cada nou famílies tenien un imam. Estan dividits en tres grups: els "nous", els "vells" i els "emergents". Els tres grups han estat sovint enfrontats, ja que la seva visió de la religió és diferent. Els "nous" són més fonamentalistes que els altres dos grups. Els "vells" presten especial atenció a l'adoració dels savis musulmans.